# De levensbron
De Levensbron is een schilderij in olieverf op paneel (eikenhout) geschilderd in eyckiaanse stijl, waarover nog steeds geen eensgezindheid bestaat tussen kunsthistorici aangaande auteur en datering. 

## Datering
Josua Bruyn beschreef het werk in 1957 als gemaakt door een leerling van Jan van Eyck tussen 1450 of zelfs daarna. Het zou een pastiche zijn van allerlei motieven van Jan van Eyck. Susan Jones schreef in haar studie van 1998 over van Eyck dat de schilder van het werk, ateliertekeningen van de meester gebruikte en dat hij dus deel uitmaakte van het postume atelier van Jan van Eyck. Otto Pächt daarentegen dacht dat het ging om een kopie van een verloren werk van de meester dat hij zou geschilderd hebben tijden zijn reis naar Spanje(?) en Portugal van december 1428 tot oktober 1429. Deze hypothese kreeg terug meer belang nadat in een recent dendrochronologisch onderzoek werd vastgesteld dat de voor het paneel gebruikte eik geveld werd voor 1422 en dat het paneel beschilderd werd eind jaren 1420 of tijdens de jaren 1430. Dit zou dan leiden tot de conclusie dat het schilderij werd ontworpen door Jan van Eyck en geschilderd door zijn atelier.

## Geschiedenis
Het werk bevindt zich nu in het Museo Nacional del Prado in Madrid en het is een van de weinige werken uit die tijd waarvan we de geschiedenis vrij goed kennen. Het wordt voor de eerste keer vermeld in 1875 door Pedro de Madrazo als een gift van Hendrik IV van Castilië aan het El Parral klooster in Segovia. Het bleef in het klooster tot in 1835-1837 toen de kloosters geseculariseerd werden. Het werd toen opgeslagen in het Trinidade klooster in Madrid, waar de kunstwerken uit de geseculariseerde kloosters werden verzameld. In 1870 werd het overgebracht naar het Prado.

## Beschrijving

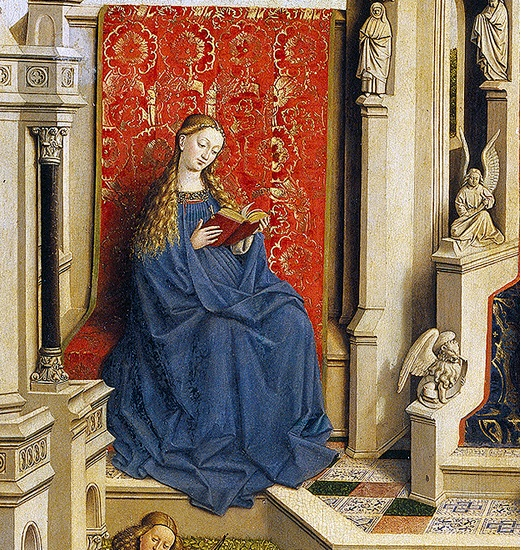
Maria
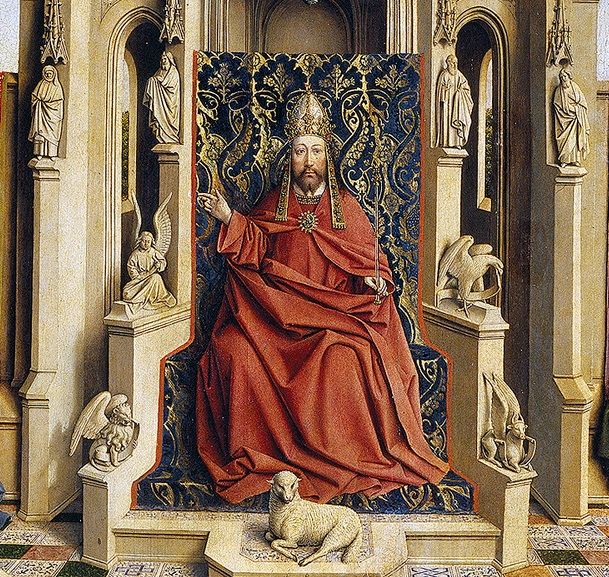
Christus op zijn troon met het Lam Gods aan zijn voeten
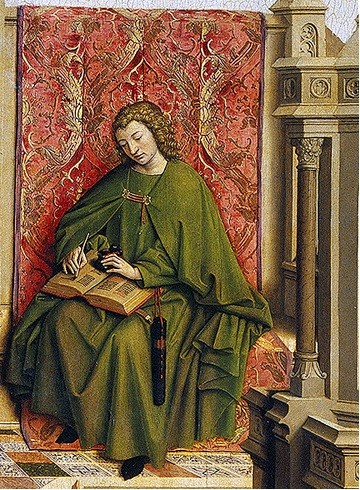
Johannes de evangelist

Het werk is onderverdeeld in drie niveaus: het goddelijke, het hemelse en het aardse. Op het goddelijke niveau zien we Jezus Christus gezeten op een troon onder een hoge toren, met aan zijn rechterhand de Maagd Maria en aan zijn linkerhand Johannes de Evangelist. Ze zijn beiden gezeten op een stenen bank naast de troon. De troontoren is waarschijnlijk geïnspireerd door een sacramentstoren. De troon zelf en de zitbanken zijn belegd met oosters aandoende tapijten. De zijpanelen van de troon zijn versierd met de ‘vier levende wezens’, de symbolen van de evangelisten. De toren zelf is versierd met allerlei heiligenbeelden.
Aan de voeten van Christus zit het Lam Gods op een sokkel waardoor we een stroompje zien vloeien dat de fontein afgebeeld in het onderste niveau van water voorziet. In het water zien we talrijke hosties zweven. 

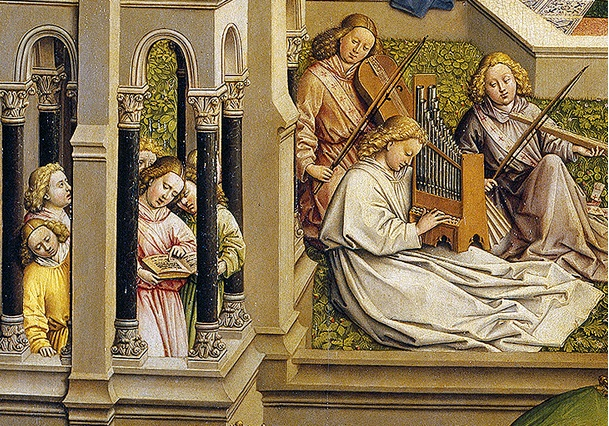
Musicerende en zingende engelen
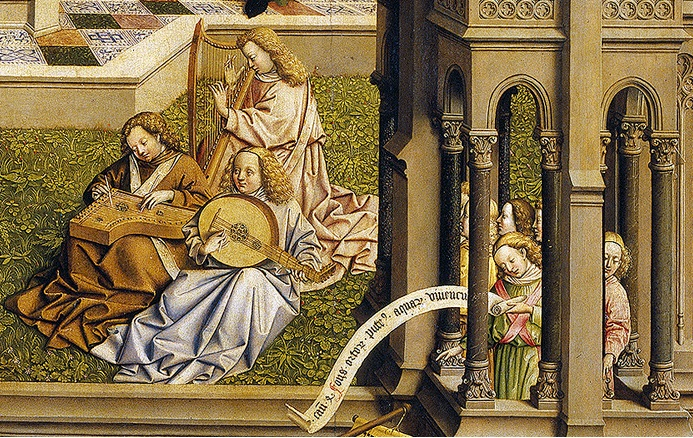
Musicerende en zingende engelen

Dit brengt ons op de middelste laag van het tafereel: de hemelse sfeer. We zien langs beide van het stroompje, dat door een veld begroeid met groene planten vloeit, musicerende engelen zittend in het gras die de zingende engelen, opgesteld in twee torentjes begeleiden. Aan de kant van Maria zingen ze uit een boek, aan de kant van Johannes van een boekrol. We zien een ganse collectie oude instrumenten afgebeeld met onder meer een portatief (orgeltje), een luit, een citer en een harp.

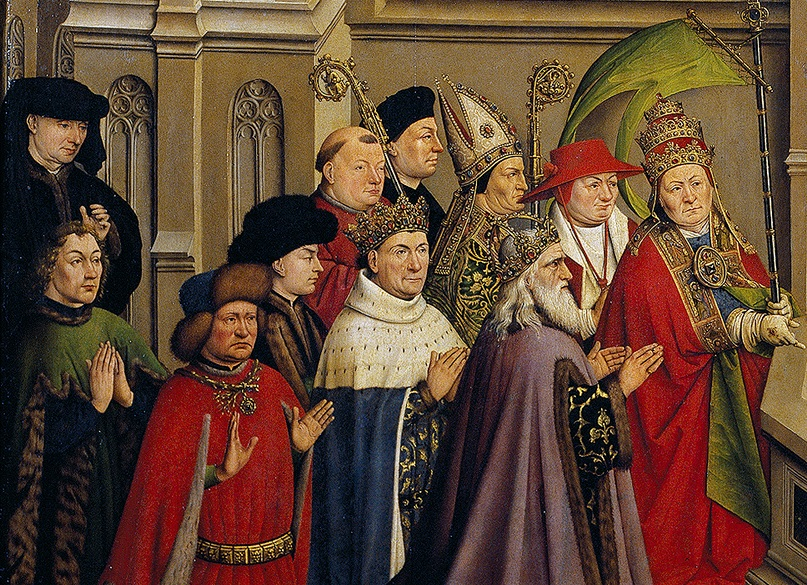
De christelijke gemeenschap
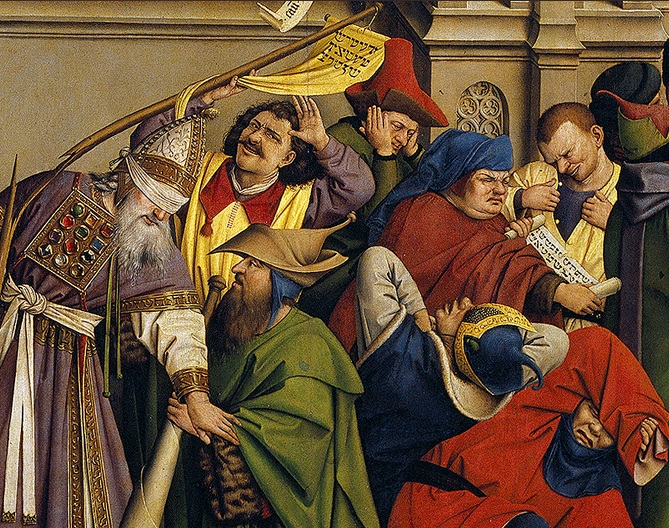
De joodse gemeenschap

Op het grondniveau zien we in het midden een fontein die gevoed wordt door het stroompje dat onder de troon ontspringt.  Naast de fontein en haar achthoekig bekken, zien we twee groepen personen. Aan de rechterhand van Christus, links voor de toeschouwer staan de personen die de “nieuwe wet” gebracht door Christus vertegenwoordigen, aan de linkerhand van Christus zien we de vertegenwoordigers van de “oude wet”, de joden. De christenen zijn in gebed geknield, vooraan zien we een paus (mogelijk Martinus V), een kardinaal en een bisschop en naast hem  een keizer (waarschijnlijk Sigismund) en achter hen een koning (Johan II van Castilië (?)) en vertegenwoordigers van de hoge geestelijke en wereldlijke stand. Ze stralen rust en sereniteit uit. De groep tegenover hen wordt geleid door een geblinddoekte hogepriester en een rabbijn. Van de twaalf afgebeelde personen in deze groep zijn er minstens zes van joodse origine, de anderen stellen waarschijnlijk ketters voor. De hogepriester, zeer rijkelijk gekleed, staat op het punt te vallen en steunt op de arm van de rabbijn naast hem. Zijn banier is gebroken en valt op de man achter hem. De groep ziet er chaotisch,  angstig en wanhopig uit. De bedoeling was de overwinning van “kerk” op “synagoge” uit te beelden. De schijnbaar Hebreeuwse teksten die te zien zijn op de banieren en boekrollen, hebben geen enkele betekenis en bevatten naast correcte Hebreeuwse letters andere schrifttekens die blijkbaar fantasie van de schilder zijn.
De afbeelding op het schilderij is een vrij precieze weergave van de tekst van Johannes in het begin van het laatste hoofdstuk van de Apocalyps (Apocalyps 22:1). Dezelfde taferelen die hier worden afgebeeld zijn ook terug te vinden op het Lam Gods van de gebroeders Van Eyck.

## Betekenis
Dit schilderij en de kopie ervan, het  zogenaamde Oberlin-paneel, worden gezien als een afbeelding van de strijd tussen de nieuwe en de oude wet of tussen Ecclesia en Synagoge. De heilige hosties die met het water mee vloeien, geven het onderwerp een eucharistische betekenis. Het water is een symbool van de genade die de triomfantelijke kerk verlicht en de synagoge verblindt.